# Vulkan (domnevni planet)
Vulkán je bil majhen domnevni planet, ki naj bi obstajal na tiru med Merkurjem in Soncem. Merkurjev tir je kazal značilnosti, ki jih niso mogli v celoti pojasniti z astronomskimi opazovanji in klasično nebesno mehaniko. Urbain-Jean Joseph Le Verrier je leta 1845 domneval da na gibanje Merkurja okrog Sonca vpliva drugi planet, in ga imenoval Vulkan po rimskem bogu ognja in ognjenikov Vulkanu, ker bi moral biti zelo vroč, saj bi zaradi bližine Sonca celo žarel. Čeprav se je Le Verrier motil, in je motnje Merkurjevega tira v celoti pojasnila Einsteinova splošna teorija relativnosti, so kasneje dali ime domačemu planetu Spocka, liku iz znanstvenofanstastične nadaljevanke Zvezdne steze, ob njenem nastanku v 1960-tih.

## Razlogi za obstoj Vulkana
François Jean Dominique Arago, od leta 1843 predstojnik pariškega observatorija, je leta 1840 predlagal Le Verrieru naj začne raziskovati orbitalno gibanje Merkurja okrog Sonca. Namen te raziskave je bila izdelava modela na podlagi Newtonovih zakonov gibanja in splošnega gravitacijskega zakona. Do leta 1843 je Le Verrier objavil začasno teorijo o tem. Preskusili naj bi jo med prehodom Merkurja prek Sončeve ploskve tega leta. Izkazalo se je, da se Le Verrierova teorija in opazovanja niso ujemala.
Le Verrier se je ponovno lotil dela in leta 1859 objavil bolj poglobljeno raziskavo Merkurjevega gibanja. Temeljilo je na nizu poldnevniških opazovanj planeta in štirinajstih prehodih. Temeljitost te raziskave je pomenila, da vsako razliko iz opazovanja povzroča nek neznani činitelj. Še vedno je res ostajalo nekaj neskladnosti. vsakem Merkurjevem obhodu se je njegovo prisončje premaknilo za malo vrednost. Premik je povzročala precesija. Pojav je napovedovala tudi klasična mehanika, vendar so se opazovane vrednosti razlikovale od napovedanih za vrednost 40 ločnih sekund na stoletje, kar je bilo tedaj vsaj za Merkur že moč izmeriti.
Le Verrier je domneval, da bi bilo moč pojasniti dodatno precesijo z obstojem majhnega planeta znotraj Merkurjevega tira, in je predlagal ime zanj, »Vulkan«. V rimski mitologiji je bil Vulkan bog koristnega in ukročenega ognja, vključno ognja iz ognjenikov, kar je bilo ustrezno ime za planet blizu Sonca. Le Verrierov uspeh pri odkritju Neptuna 23. septembra 1846 s pomočjo sorodnih postopkov je pomagal pri tem, da so njegov predlog o obstoju domnevnega planeta vzeli resno. Astronomi po svetu so ga poskušali najti, vendar ga nikoli niso našli.

## Iskanje Vulkana
26. marca 1859 je francoski zdravnik in ljubiteljski astronom Edmond Modeste Lescarbault gledal skozi svoj daljnogled in opazoval majhno črno piko, ki je šla prek Sončeve ploskve in izginila na drugi strani. Bil je prepričan, da je našel neznani planet. Pika se je premikala zelo hitro, zato je bila izključena Sončeva pega, ki bi se vrtela s Soncem.
Ko je Le Verrier skušal izračunati odstopanje gibanja Merkurjeve elipse, se je zdelo počasnejše kot dejansko gibanje planetov. Iz tega je tudi sklepal, da so Venerino maso izračunali premajhno in da so njeno maso napačno prenesli na vpliv Merkurja. Vendar se je bolj nagibal k zamisli, da Merkurjev tir premika neznani planet. Decembra 1859 je prejel Lescarbaultovo pismo, kjer je trdil, da je videl prehod domnevnega planeta. Le Verrier je z vlakom odpotoval v vas Orgères-en-Beauce, kakšnih 70 km jugozahodno od Pariza, kjer si je Lescarbault zgradil majhen observatorij. Le Verrier si je želel dobiti tudi Lescarbaultov spodoben 3,75 palčni (95 mm) ljubiteljski refraktor. Najprej se je predstavljal z izmišljenim imenom, ko pa se je prepričal o zanesljivosti Lescarbaultovih opazovanj, je razkril, kdo je. Lescarbault je opazoval tudi prehod Merkurja leta 1845 in je menil, da opazuje drugi prehod, vendar še neodkritega telesa. Na hitro je izmeril njegovo lego in smer gibanja ter s pomočjo stare ure in nihala, s katerima je pacientom meril srčni utrip, ocenil čas prehoda na 1 uro 17 minut in 9 sekund.
Na osnovi Lescarbaultovih računov je Le Verrier ocenil Vulkanov premer na 500 km, oddaljenost od Sonca pa 21,0652×109 (30×109 m), oziroma 0,14 a.e., kar je približno tretjina Merkurjeve in sedmina Zemljine polosi. Obhodna doba planeta naj bi bila 19 dni in 17 ur, tir pa skoraj krožnica. Naklon tira proti ravnini ekliptike naj bi bil 12° 10". Opazovan z Zemlje bi bil Vulkan najdlje stran od Sonca za 8°. Sam in mnogi drugi so poskušali pojasniti nepravilnost Merkurjevega tira z vplivom gravitacije takega domnevnega planeta med Merkurjem in Soncem, kar je bilo tedaj aktualno, saj so na ta način odkrili Neptun in kasneje Pluton. Vulkanov tir bi bil tako kot Merkurjev nagnjen na ekliptično ravnino, zato pri vsakem prehodu ne bi prečkal Sončeve ploskve. Le Verrier je na osnovi svojih opazovanj izračunal celo trenutek Vulkanovega prehoda prek Sončeve ploskve. Po njegovi napovedi naj bi med Sonce in Zemljo prišel marca ali aprila leta 1860. Vendar ga tudi z vložitvijo velikega napora niso uspeli najti, čeprav so zelo skrbno preučevali okolico Sonca tudi ob vseh naslednjih Sončevih mrkih. Le Verrier je menil, da je šel Vulkan mimo Sonca ponoči.
Le Verrier je 2. januarja 1860 na srečanju Akademije znanosti objavil odkritje Vulkana. Lescarbaultu so za njegov delež pri domnevnem odkritju podelili Légion d'honneur in ga povabili naj predava pred mnogimi znanstvenimi društvi.
Vsi pa niso priznali verodostojnosti Lescarbaultovega »odkritja«. Emmanuel Liais, ki je leta 1959 v Riu de Janeiru delal za brazilsko vlado, je trdil, da je preučeval Sončevo površino z dvakrat močnejšim daljnogledom od Lescarbaultovega ob istem času kot naj bi Lescarbault opazoval skrivnostni prehod. Liais je tako moral v dobri veri zanikati prehod planeta prek Sončeve ploskve ob navedenem času.
Nekateri ljubitelji, kot na primer S. H. Schwabe, so iskali takšen planet, še preden je Le Verrier objavil svoje izsledke. Po objavi njegovih rezultatov se je pojavilo še več nezanesljivih poročil o nepojasnjenih prehodih. Veliko opazovanj tudi ni bilo moč pravilno datirati. Le Verrier je vseeno še naprej krpal Vulkanove orbitalne parametre vsakokrat ko je dobil novo poročilo. Neprestano je objavljal datume prihodnjih prehodov Vulkana, in ko se ti niso zgodili, je naprej popravljal parametre.
Med najzgodnejšimi domnevnimi opazovalci Vulkana sta najbolj znana (Astronomical Register, 1869):
- Gruithuisen, 26. junija 1819 naj bi opazoval »dve majhni piki … na Soncu, okrogli, črni in neenakih velikosti«,
- Pastorff, 23. oktobra 1822, 24. in 25. julija 1823, šestkrat leta 1834, 18. oktobra 1836, 1. novembra 1836 in 16. februarja 1837, naj bi tudi videl dve pegi; večja je imela navidezni premer 3", manjša pa 1,25".

Kmalu po osmi uri zjutraj 29. januarja 1860 so F. A. R. Russell in še trije videli domnevni prehod planeta znotraj Merkurjevega tira v Londonu. (Nature, 5. oktober 1876). Ameriški opazovalec Richard Covington je več let kasneje trdil, da je videl dobro vidno črno pego, ki se je gibala čez Sončevo ploskvo okoli leta 1860, ko se je nahajal v Teritoriju Washington (Scientific American, 25. november 1876).
V letu 1861 ni nihče »opazoval« Vulkana. Nato je 22. marca 1862 med osmo in deveto uro po greenwiškem času ljubitelski astronom Lummis iz Manchestra videl prehod. Tudi drugi tovariši, ki jih je poklical, so videli pojav. Na podlagi teh dveh opazovanj sta francoska astronoma Jean Elias Benjamin Valz in Rodolphe Radau neodvisno izračunala domnevno obhodno dobo telesa. Valz je dobil vrednost 17 dni 13 ur, Radau pa 19 dni 22 ur. Radau in Valz sta popravila polos na 21,201×109 m, obhodno dobo pa na 19 dni in 22 ur, kar se je skoraj ujemalo z Le Verrierovimi računi.
8. maja 1865 je francoski astronom Aristide Coumbrary opazoval nepričakovani prehod iz Konstantinopla. Med letoma 1866 in 878 niso opravili nobenega zanesljivega opazovanja domnevnega planeta.
Namesto da bi čakali, da gre Vulkan spet nepričakovano čez Sonce, bi ga bilo najbolje opazovati pri popolnem Sončevem mrku. Če bi teorije o Vulkanu držale, bi moral biti viden kot svetla pika za Merkurjem in Venero. 29. julija 1878 so lahko v ZDA opazovali popoln Sončev mrk. Najbolj sta se izkazala dva izkušena opazovalca. Watson je na observatoriju v Ann Arborju odkril zvezdo 2,5 stopinje jugozahodno od Sonca in ocenil njen navidezni sij na +4,5. Ljubiteljski astronom Swift, lovec na komete, pa je med opazovanjem mrka v Denverju, Kolorado našel dve zvezdi 3 stopinje jugozahodno od Sonca. Prva zvezda je bila zanj θ Raka (θ Can), z navideznim sijem +5, druga pa Vulkan. θ Raka je bila 6 ali 7 ločnih minut od »planeta«. Zvezda in planet sta bila koraj na zveznici s Sončevim središčem. Oba sta trdila, da je Vulkan rdeč. Watson ga je opazoval skozi daljnogled in ni videl le svetlobe kot pri zvezdi, temveč je jasno zaznal ploskev, ki bi kazala na planet.
Zdelo se je, da je primer rešen in, da so odkrili nov planet na osnovi Le Verrierovega dela, podobno kot pred 32 leti z odkritjem Neptuna. Vendar so se o njegovem obstoju proti koncu stoletja pojavljali dvomi. Najglasnejši je bil Newcomb. Astronome je opozarjal, da naj poročilom o Vulkanu ne verjamejo slepo. V 19. stoletju je bilo 19 poročil o temnih lisah, ki naj bi šle čez Sonce. Skoraj vse so posredovali neastronomi ali ljubitelji s slabo opremo. Medtem pa so vsak dan opazovali Sonce tudi poklicni astronomi. Danes vemo, da takega planeta ni. Drugi so predlagali tudi asteroidni obroč. Do leta 1949 so opazili samo nekaj sporadičnih asteroidov od katerih bi lahko bil samo eden Vulkan. Ena od prvih fotografij, snemana leta 1949 s kamero Smithovega daljnogleda s premerom 1264 mm (48 palcev) na Observatoriju Mt. Palomar, je odkrila majhen asteroid s premerom 1,448 km (9/10 milje) kjer bi moral biti Vulkan. Imenovali ga naj bi Perifet. Nekateri so krivili za sukanje tudi Merkurjevo luno, medplanetarni prah ali celo sploščenost Sonca, ki vpliva tudi pri drugačnih gravitacijskih teorijah. Hall pa je menil, da Newtonov splošni gravitacijski zakon ne velja natančno in, da gravitacija pojema hitreje kot s kvadratom razdalje. Precesijo Merkurjevega prisončja bi tako povzročal majhen dodatek k sili, kar je vedel že Newton. Obe domnevi, asteroidni pas in odstopanje Newtonovega splošnega gravitacijskega zakona sta povzročili več težav, kot naj bi jih rešili, zato so ju opustili. Kljub temu pa razburjenje okoli Merkurjevega gibanja ni bilo popolnoma brezplodno. Schwabe je na ta način odkril cikel Sončeve aktivnosti, nekaj kar je gotovo pomembnejše kot slučajno odkritje Vulkana. Le Verrier si je s svojimi raziskavami Merkurjevega tira leta 1846 pridobil mesto v Académie des sciences.
Kako si lahko danes tudi razlagamo Lescarbaultovo opazovanje, ki je francoske astronome prepričalo, da Vulkan obstaja? Vse skupaj je bilo skrajno nenavadno. Liaisova beseda ni veljala nič v primeri z Le Verrierovo. Lescarbaultov daljnogled je bil nezanesljiv in je pačil sliko. Le Verrier je po svojem obisku Lescarbaulta omenjal poškodovane naprave in napačne meritve. Kljub temu je sprejel Lescarbaultovo trditev, da je videl Vulkana. Le Verrier je to utemeljil s tem, da je Lescarbault moral delati nadvse vestno, saj sicer s takšno opremo ne bi mogel videti prav ničesar. Leta 1891 se je pokazalo, ko je Lescarbault pred Akademijo znanosti pojasnil, da je v ozvezdju Leva odkril novo zvezdo. Izkazalo se je nasprotno, da je zvezda Saturn. Lescarbault je bil slab opazovalec in je sam sebe prepričeval, da je videl nov planet. Najbrž je videl Sončevo pego ali ptico, mogoče je šlo za okvaro na njegovem daljnogledu. Tega ne bomo nikoli izvedeli. Watson in Swift sta bila nedvomno boljša opazovalca, vendar so bile njune risbe nepopolne. Oba sta zvezdo opisala kot slabotno žarečo, s sijem +4,5m. Če naj bi Vulkan vplival na Merkurjev tir, bi moral imeti 3 do 4 krat tolikšno maso kot Merkur. Poleg tega bi, če bi se res nahajal tako blizu Sonca, odbijal mnogo več svetlobe in bi bil veliko svetlejši kot Merkur, žarel pa bi vsaj tako kot Venera, desetkrat svetleje od Sirija. Watson in Swift sta Vulkan najbrž zamenjala s kakšnim kometom, ki je letel mimo Sonca. Vsekakor pa je mogoče, da obstajajo manjša nebesna telesa, ki so še bližje Soncu kot Merkur. Morda so to majhna skalnata telesa s premerom 10 do 15 km, podobna asteroidom med Marsom in Jupitrom. Leta 1979 je ameriška raziskovalna skupina izračunala, da bi tu na vsak način lahko obstajal roj milijonov majhnih asteroidov do 3 milijone km daleč od Sonca. Mogoče tvorijo obroč, kakršnega imajo Jupiter, Saturn ali Uran. Tudi Henry C. Courten stalno fotografira Sončeve mrke, da bi določil lego asteroidov. Prepričan je, da v pasu asteroidov v Merkurjevem tiru prevladuje velikanski asteroid s premerom 130 do 800 km, tako nekako kot Cerera v asteroidnem pasu med Marsom in Jupitrom. Cerera ima maso kot vsi drugi asteroidi skupaj. Če bodo vesoljske raziskave kdaj potrdile obstoj tega asteroidnega pasu, bo veliki asteroid prav gotovo dobil ime Vulkan, čeprav bo velik le desetino svojega izginulega in neodkritega soimenjaka. Ti asteroidi so Vulkanoidi.